# 5479 Grahamryder
5479 Grahamryder eller 1989 UT5 är en asteroid i huvudbältet som upptäcktes den 30 oktober 1989 av den amerikanska astronomen Schelte J. Bus vid Siding Spring-observatoriet. Den är uppkallad efter den brittiske geologen Graham Ryder.
Asteroiden har en diameter på ungefär 5 kilometer och den tillhör asteroidgruppen Eunomia.